# Liste der Kulturdenkmale in Hagenwerder
In der Liste der Kulturdenkmale in Hagenwerder sind sämtliche Kulturdenkmale des Görlitzer Ortsteils Hagenwerder verzeichnet, die bis November 2017 vom Landesamt für Denkmalpflege Sachsen erfasst wurden (ohne archäologische Kulturdenkmale). Die Anmerkungen sind zu beachten.
Diese Liste ist eine Teilliste der Liste der Kulturdenkmale in Görlitz.

## Liste der Kulturdenkmale in Hagenwerder
| Bild                                    | Bezeichnung | Lage                                                                | Datierung | Beschreibung | ID       |
| --------------------------------------- | --- | ------------------------------------------------------------------- | --- | --- | -------- |
| Weitere Bilder                          | Sächsisch-Preußischer Grenzstein: Pilar Nr. 7 | Flur 3, Flurstück 43/17 (Karte)                                     | Nach 1828 | Siehe auch Sachgesamtheitsdokument – Obj. 09305644, vermessungsgeschichtlich und landesgeschichtlich von Bedeutung als Zeitdokument der historischen Grenzziehung zwischen Sachsen und Preußen nach dem Wiener Kongress 1815. Bruchstück des preußischen Pilars, die Zahl „7“ ist noch deutlich zu erkennen, Farbreste (ehemals gezackte Bemalung in den Landesfarben schwarz-weiß) sind nicht mehr vorhanden. Der Pilar wurde aufgrund des Tagebaus Hagenwerder an seinen jetzigen Standort etwas weiter nördlich versetzt, der ehemalige Standort ist in der Karte von H.-J. Gawor (unter Objektfotos) verzeichnet. Es ist der erste Pilar des sächsisch-preußischen Grenzzeichnungssystems ab 1815 auf deutschem Gebiet. Die erhaltenen Steine Nr. 2, Nr. 3 und Nr. 6 befinden sich auf polnischem Territorium. | 09300817 |
| Weitere Bilder                          | Bahnhof Hagenwerder (früher Bahnhof Nickrisch); Empfangsgebäude und kleines Nebengebäude des Bahnhofs                                                                       | An der Bahn 3 (Karte)                                               | 1875 | Eisenbahnstrecke Görlitz – Zittau (Neißetalbahn), baugeschichtlich, eisenbahngeschichtlich und ortsgeschichtlich von Bedeutung. Empfangsgebäude in Ziegelbauweise. Nebengebäude in Ziegelgliederungselementen mit Putzflächen, wahrscheinlich ehemals Aborte. Langer Güterschuppen besitzt keine Denkmalwürdigkeit, da zu stark in der Originalsubstanz geschädigt. | 09277231 |
| Weitere Bilder                          | Schaufelradbagger SRs 1200 Nr. 1452 | Berzdorfer Straße 102 (am Beginn der Straße nach Tauchritz) (Karte) | Bezeichnet mit 1961 | Letzter erhaltener Bagger aus dem Bereich des Tagebaus Schönau-Berzdorf, ortsgeschichtlich und technikgeschichtlich von Bedeutung. Hersteller: Lauchhammerwerk, Bagger-, Förderbrücken- und Gerätebau. | 09284941 |
| Direkt Bild zu diesem Denkmal hochladen | Hartmannsches Gut; Wohnstallhaus, drei Seitengebäude und Taubenhaus eines Vierseithofes                                                                                     | Friedensstraße 5 (Karte)                                            | um 1850 | Sehr stattlich, Wohnhaus ungewöhnlich reich mit Gesimsen und Bedachungen versehen, baugeschichtlich und wirtschaftsgeschichtlich von Bedeutung. | 09277233 |
| Direkt Bild zu diesem Denkmal hochladen | Wohnhaus | Gartenweg 7 (Karte)                                                 | 18. Jahrhundert | Obergeschoss Fachwerk, baugeschichtlich von Bedeutung. | 09277318 |
| Direkt Bild zu diesem Denkmal hochladen | Wandbild neben dem Eingang auf der östlichen Langseite, Sgraffito und Fensterbild auf der westlichen Langseite eines Kindergartenbaus                                       | Robert-Koch-Straße 5 (Karte)                                        | 1963 | Künstlerisch von Bedeutung. Bau um 1963 als Kindergarten und -krippe errichtet. Künstler des Wandbildes war Siegfried Schreiber (1928–1988). | 09302014 |
|                                         | Herrenhaus mit Anbau, westliches und östliches Wirtschaftsgebäude, der östliche Teil einer Scheune sowie die Reste der Einfriedungsmauer des einstigen Rittergutes Nikrisch | Thomas-Müntzer-Straße 10 (Karte)                                    | Größtenteils nach 1700, Ursprung älter (Herrenhaus); 19. Jahrhundert (1. Wirtschaftsgebäude); 2. Hälfte 19. Jahrhundert (2. Wirtschaftsgebäude) | Herrenhaus mit Andreaskreuzen und Schopfwalm, Umgestaltung nach Brand im beginnenden 18. Jahrhundert, in der Halle im Erdgeschoss noch Renaissance-Decken mit Balken mit Schiffskehlen sowie eisenbeschlagene Türen, im Obergeschoss barocke Stuckdecke, Spindeltreppe vom ersten Obergeschoss zum Dachgeschoss, im linken Teil des östlichen Wirtschaftsgebäudes Renaissancegewölbe, Ort 1936 umbenannt von Nikrisch in Hagenwerder, baugeschichtlich und ortsgeschichtlich von Bedeutung. Ehemaliges Herrenhaus, heute Wohnungen. Schöner zweigeschossiger Fachwerkbau des 17. Jahrhunderts, im Westen Anbau des 18. Jahrhunderts, Restaurierung des Innen- und Außenbaus 1994/95. Massives Erdgeschoss aus Bruchsteinen, die Brüstungszonen des darüberliegenden Fachwerkgeschosses mit Andreaskreuzen. An der nördlichen und südlichen Giebelseite vorgezogenes Krüppelwalmdach, kleiner Dachreiter auf der Südseite. Schlichtes Flachbogenportal. Im Erdgeschoss die Flurhalle mit Balkendecke, sonst schlichte Stuckdecken aus der 2. Hälfte des 17. Jahrhunderts. Im ersten Obergeschoss Stuckdecke, 1. Hälfte 18. Jahrhundert. Erdgeschoss massiv, Obergeschoss Fachwerk, Ständer mit Kopfbändern, Brüstungszone mit Andreaskreuzen, Satteldach mit vorgezogenem Krüppelwalm über Fachwerkgiebel, im Süden massiver Anbau des 17. Jahrhunderts; in der Halle im Erdgeschoss noch Renaissance-Decken mit Balken mit Schiffskehlen sowie eisenbeschlagene Türen, im Obergeschoss schöne barocke Stuckdecke, im Massivteil Stuckdecken (2. Hälfte 17. Jahrhundert / Anfang 18. Jahrhundert); schöne Spindeltreppe vom ersten Obergeschoss zum Dachgeschoss; im ersten Dachgeschoss prächtige farbige Wandfassungen. Hofemauer größtenteils aus Grauwacke. | 09277232 |

## Tabellenlegende
- Bild: Bild des Kulturdenkmals, ggf. zusätzlich mit einem Link zu weiteren Fotos des Kulturdenkmals im Medienarchiv Wikimedia Commons. Wenn man auf das Kamerasymbol klickt, können Fotos zu Kulturdenkmalen aus dieser Liste hochgeladen werden:
- Bezeichnung: Denkmalgeschützte Objekte und ggf. Bauwerksname des Kulturdenkmals
- Lage: Straßenname und Hausnummer oder Flurstücknummer des Kulturdenkmals. Die Grundsortierung der Liste erfolgt nach dieser Adresse. Der Link (Karte) führt zu verschiedenen Kartendiensten mit der Position des Kulturdenkmals. Fehlt dieser Link, wurden die Koordinaten noch nicht eingetragen. Sind diese bekannt, können sie über ein Tool mit einer Kartenansicht einfach nachgetragen werden. In dieser Kartenansicht sind Kulturdenkmale ohne Koordinaten mit einem roten bzw. orangen Marker dargestellt und können durch Verschieben auf die richtige Position in der Karte mit Koordinaten versehen werden. Kulturdenkmale ohne Bild sind an einem blauen bzw. roten Marker erkennbar.
- Datierung: Baubeginn, Fertigstellung, Datum der Erstnennung oder grobe zeitliche Einordnung entsprechend des Eintrags in der sächsischen Denkmaldatenbank
- Beschreibung: Kurzcharakteristik des Kulturdenkmals entsprechend des Eintrags in der sächsischen Denkmaldatenbank, ggf. ergänzt durch die dort nur selten veröffentlichten Erfassungstexte oder zusätzliche Informationen
- ID: Vom Landesamt für Denkmalpflege Sachsen vergebene, das Kulturdenkmal eindeutig identifizierende Objekt-Nummer. Der Link führt zum PDF-Denkmaldokument des Landesamtes für Denkmalpflege Sachsen. Bei ehemaligen Kulturdenkmalen können die Objektnummern unbekannt sein und deshalb fehlen bzw. die Links von aus der Datenbank entfernten Objektnummern ins Leere führen. Ein ggf. vorhandenes Icon  führt zu den Angaben des Kulturdenkmals bei Wikidata.